# Uwe Mundlos

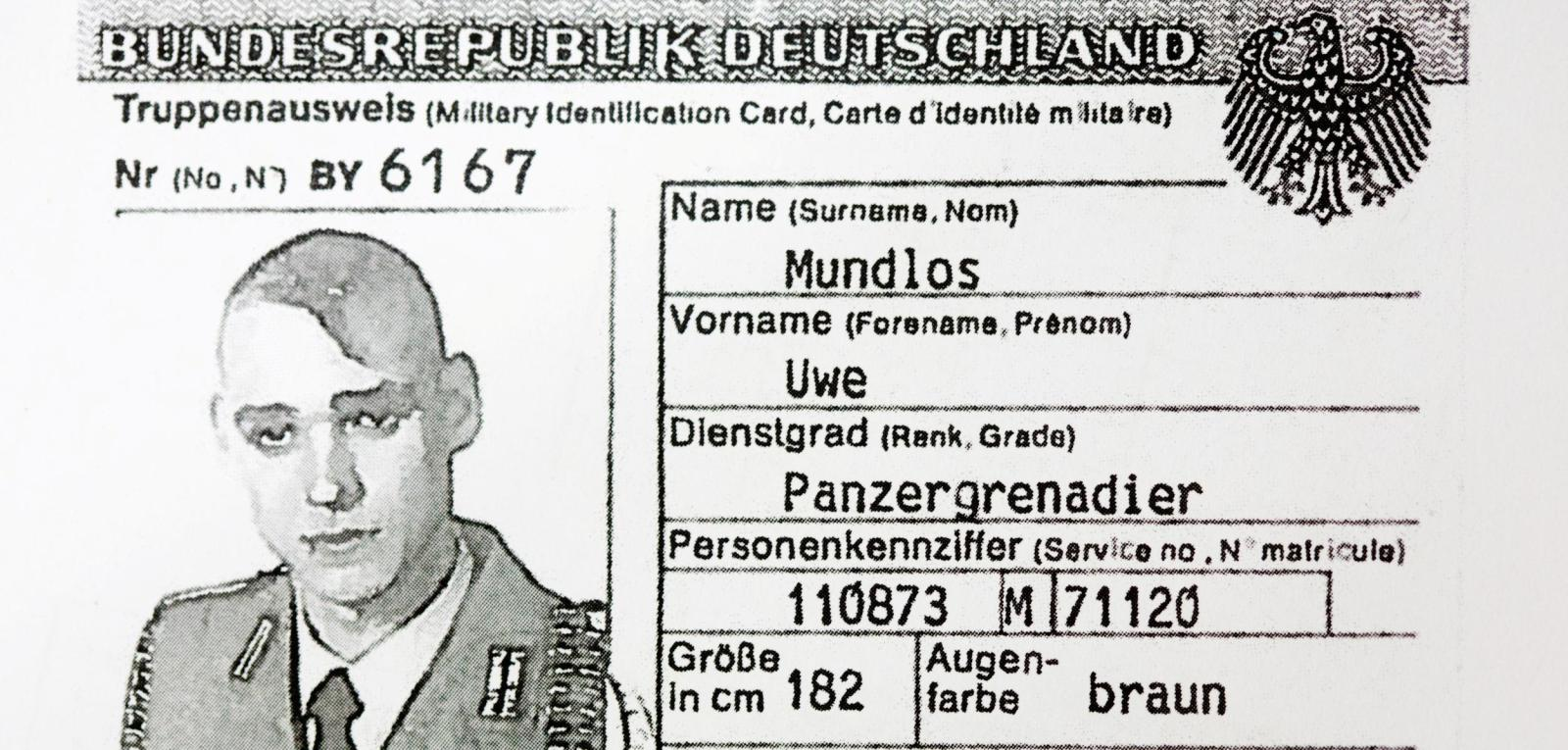
Truppenausweis von Uwe Mundlos 1994

Uwe Mundlos (* 11. August 1973 in Jena; † 4. November 2011 in Eisenach) war ein deutscher Neonazi, Rechtsterrorist und Serienmörder. Zusammen mit Uwe Böhnhardt und Beate Zschäpe formte er von 1998 bis 2011 den Kern der Terrorgruppe Nationalsozialistischer Untergrund (NSU), der für zehn Morde, 43 Mordversuche, drei Sprengstoffanschläge und fünfzehn Raubüberfälle in Deutschland verantwortlich war. Mundlos starb nach einem Banküberfall und anschließender Entdeckung durch die Polizei mutmaßlich durch Suizid.

## Leben

### Kindheit und Jugend in Jena
Uwe Mundlos wuchs in Jena auf. Er hatte einen behinderten Bruder. Seine Mutter war Verkäuferin, sein Vater Siegfried Mundlos Mathematiker an der Universität Jena und seit Beginn der 1990er Jahre Informatik-Professor an der Fachhochschule Jena.
Die elterliche Wohnung befand sich in einem Plattenbau in der Max-Steenbeck-Straße im Jenaer Stadtteil Winzerla. Mundlos war Mitglied der Thälmann-Pioniere und der Freien Deutschen Jugend FDJ (1987). Bis zum Sommer 1989 besuchte er die Polytechnische Oberschule POS Magnus Poser.  Mundlos hatte gute Schulnoten, besonders die naturwissenschaftlichen Fächer fielen ihm leicht. Nachdem Mundlos die Schule nach der zehnten Klasse verlassen hatte, machte er eine Ausbildung als Datenverarbeitungskaufmann bei Carl Zeiss. Später versuchte er, am Ilmenau-Kolleg das Abitur nachzuholen.

### Thüringer Neonazi-Szene
Noch zu DDR-Zeiten wurde Mundlos zum rechtsextremen Skinhead. Ab 1988 kam er mit „kurzgeschorenen Haaren und Springerstiefeln“ in die Schule, nach der Wende radikalisierte er sich immer mehr. Im September 1991 öffnete der „Winzerclub“, ein Jugendtreffpunkt, der zum Kristallisationspunkt der Jenaer Neonazi-Szene wurde. Hier traf sich Mundlos regelmäßig mit den späteren NSU-Mitgliedern und -Unterstützern Uwe Böhnhardt, Beate Zschäpe, Ralf Wohlleben, Holger Gerlach und  André Kapke und bildete die Kameradschaft Jena, deren stellvertretender Führer er war. „Sein Weltbild war geprägt vom Nationalsozialismus und der Verehrung von Rudolf Heß.“
Mundlos tauchte immer weiter in die Szene ein: Er besuchte Skinhead-Konzerte, beteiligte sich an Rudolf-Heß-Gedenkmärschen und einer NPD-Demonstration. Außerdem war er mit Mitgliedern von Blood and Honour befreundet und in der Hilfsorganisation für nationale politische Gefangene und deren Angehörige (HNG) aktiv. Gemeinsam mit seinen Freunden Uwe Böhnhardt und Beate Zschäpe zählte er ab 1995 zum harten Kern der Anti-Antifa Ostthüringen und des Thüringer Heimatschutzes. In einer rechtsextremen Szene-Zeitschrift veröffentlichte Mundlos Artikel, die er mit dem Pseudonym „Uwe UngeZOGen“ unterschrieb, und griff mit dieser Großschreibung den antisemitischen Verschwörungsmythos des Zionist Occupied Government (ZOG) auf, wonach Regierungen durch Juden aus dem Hintergrund gelenkt und manipuliert seien.
Am 29. Juni 1995 verurteilte ihn das Amtsgericht Chemnitz wegen „Herstellen und Vorrätighalten von Kennzeichen verfassungswidriger Organisationen“ zu 20 Tagessätzen zu je 30 DM Geldstrafe. Am 1. November 1996 erhielt er einen Platzverweis in der Gedenkstätte des KZ Buchenwald, weil er gemeinsam mit Uwe Böhnhardt das Gelände in SA-ähnlicher Uniform betreten hatte.
Mundlos soll bereits Mitte der 1990er Jahre über ein Netzwerk von bundesweiten Kontakten zu neonazistischen Gruppen verfügt haben.

### Wehrdienst und MAD-Kontakt
Vom 5. April 1994 bis zum 31. März 1995 diente Uwe Mundlos als Grundwehrdienstleistender in der Bundeswehr beim Panzergrenadierbataillon 381 in der Kyffhäuser-Kaserne in Bad Frankenhausen. Dort setzte er seine rechtsextremistischen Aktivitäten fort und fiel unter anderem wegen des Singens rechtsextremer Lieder auf. Sein Kompaniechef beantragte einen Disziplinararrest von sieben Tagen, u. a., weil Mundlos „eine persönliche Visitenkarte mit dem Kopf von Adolf Hitler und ein Bild des Hitler-Stellvertreters Rudolf Heß bei sich getragen hatte“. Mundlos wurde in Gewahrsam genommen, Beamte ließen seine Wohnung durchsuchen und entdeckten dort 15 Kassetten mit rechtsextremer Musik und Flugblätter der NPD. Nach Auffassung der ersten Kammer des Truppendienstgerichts Süd in Kassel erfüllte dies aber „weder einen Straftatbestand noch den Tatbestand eines Dienstvergehens“. Der Arrest wurde abgelehnt.
Gleichzeitig führte der Militärische Abschirmdienst (MAD) Mundlos als Verdachtsperson. Im März 1995 wurde er vom MAD vernommen und gefragt, „ob er sich vorstellen könne, ihm bekanntgewordene Termine für Anschläge auf Asylbewerberheime der Polizei oder den Verfassungsschutzbehörden zu melden“. Mundlos verneinte. Über die Kontakte zu Mundlos führte der MAD eine Beobachtungsakte, die 15 Jahre nach Beendigung seines Wehrdienstes ordnungsgemäß vernichtet wurde. Der Vorgang wurde erst im September 2012 auf Nachfrage des Abgeordneten Hans-Christian Ströbele im NSU-Untersuchungsausschuss des Bundestages bekannt und löste einen Eklat aus, da das Verteidigungsministerium und Ressortchef Thomas de Maizière schon länger von der Existenz der Unterlagen wussten. Die Akte war zunächst unauffindbar gewesen.
Die Bundeswehr beförderte Mundlos zum Gefreiten und mit seinem Ausscheiden zum Obergefreiten der Reserve. Außerdem wurde er an Waffen ausgebildet: am Sturm- und Maschinengewehr und an der Walther P1. Mundlos habe als Richtschütze und Gehilfe des Kompanietruppführers „gute Leistungen gezeigt“, heißt es in einem Zeugnis zum Ende seines Wehrdienstes. Für seine Führung bescheinigte ihm die Bundeswehr „befriedigend“.

### Bombenbau in Jena
Uwe Mundlos und seine Freunde Böhnhardt und Zschäpe fielen ab Mitte der 90er Jahre durch eine Vielzahl gemeinschaftlicher neonazistischer Aktivitäten und zunehmende Militanz auf. So wurden am 9. November 1996, dem Gedenktag der Novemberpogrome 1938, in ihrem Auto Handbeile, Schlagstöcke, eine Gaspistole, ein Wurfstern, Kampfmesser, eine Luftdruckpistole und ein Poster mit Wehrmachts-Motiv gefunden.
- Am 6. Oktober 1996 wurde im Ernst-Abbe-Stadion des FC Carl Zeiss Jena eine Holzkiste mit aufgemaltem Hakenkreuz und einer Bombenattrappe gefunden.
- Zum Jahreswechsel 1996/1997 gingen bei der Polizeiwache Jena, beim Jenaer Ordnungsamt und der Lokalredaktion der Thüringischen Landeszeitung Briefbomben-Attrappen ein.
- Am 2. September 1997 fanden Kinder auf dem Jenaer Theaterplatz einen Koffer, auf dem mit einer Sprühschablone zwei Hakenkreuze angebracht waren. Im Koffer befand sich ein Metallrohr mit einer geringen Menge TNT. Die Bombe war nicht zündfähig und stimmte mit der Stadionbombe überein.[6]
- Am 26. Dezember 1997 entdeckten Spaziergänger an der Gedenkstätte für Magnus Poser auf dem Jenaer Nordfriedhof einen Koffer mit aufgemaltem Hakenkreuz, den man im Nachhinein ebenfalls Mundlos, Böhnhardt und Zschäpe zuordnen konnte.[14] Poser wurde 1944 im KZ Buchenwald erschossen und war Namensgeber der Schule von Uwe Mundlos.

Am 26. Januar 1998 durchsuchte das LKA Thüringen die Wohnungen von Mundlos, Böhnhardt und Zschäpe sowie einen von ihnen benutzten Garagenkomplex in Jena. Dabei fanden sich vier scharfe Rohrbomben, 1,4 Kilogramm TNT-Sprengstoff und Nazipropaganda-Material. In der Garage gefundene Knetmasse war identisch mit der Knetmasse der Theaterplatz-Bombe. Am 28. Januar erging ein Haftbefehl. 2003 stellte die Staatsanwaltschaft Gera das Ermittlungsverfahren gegen Mundlos wegen Verjährung ein, obwohl diese noch gar nicht eingetreten war. Das Amtsgericht Jena hatte im Jahr 2000 eine Durchsuchung angeordnet, wodurch die Verjährungsfrist unterbrochen war und neu begann.

### Nationalsozialistischer Untergrund
Bereits zwei Tage vor dem Erlass der Haftbefehle waren Mundlos, Böhnhardt und Zschäpe am 26. Januar 1998 in den Untergrund abgetaucht. Dabei konnten sie bis zu ihrer Selbstenttarnung im November 2011 auf ein Netzwerk alter Bekannter aus der Neonazi-Szene zählen, das sie mit Wohnungen, Waffen, Geld und amtlichen Dokumenten unterstützte. So nutzte Mundlos, Spitzname Max, den Personalausweis von Max-Florian B., um sich einen falschen Reisepass ausstellen zu lassen, und besaß dessen Geburtsurkunde. Trotz zahlreicher Erkenntnisse und aufwändiger Fahndung des Landeskriminalamts Thüringen und des Verfassungsschutzes konnte das Trio nicht gefasst werden.

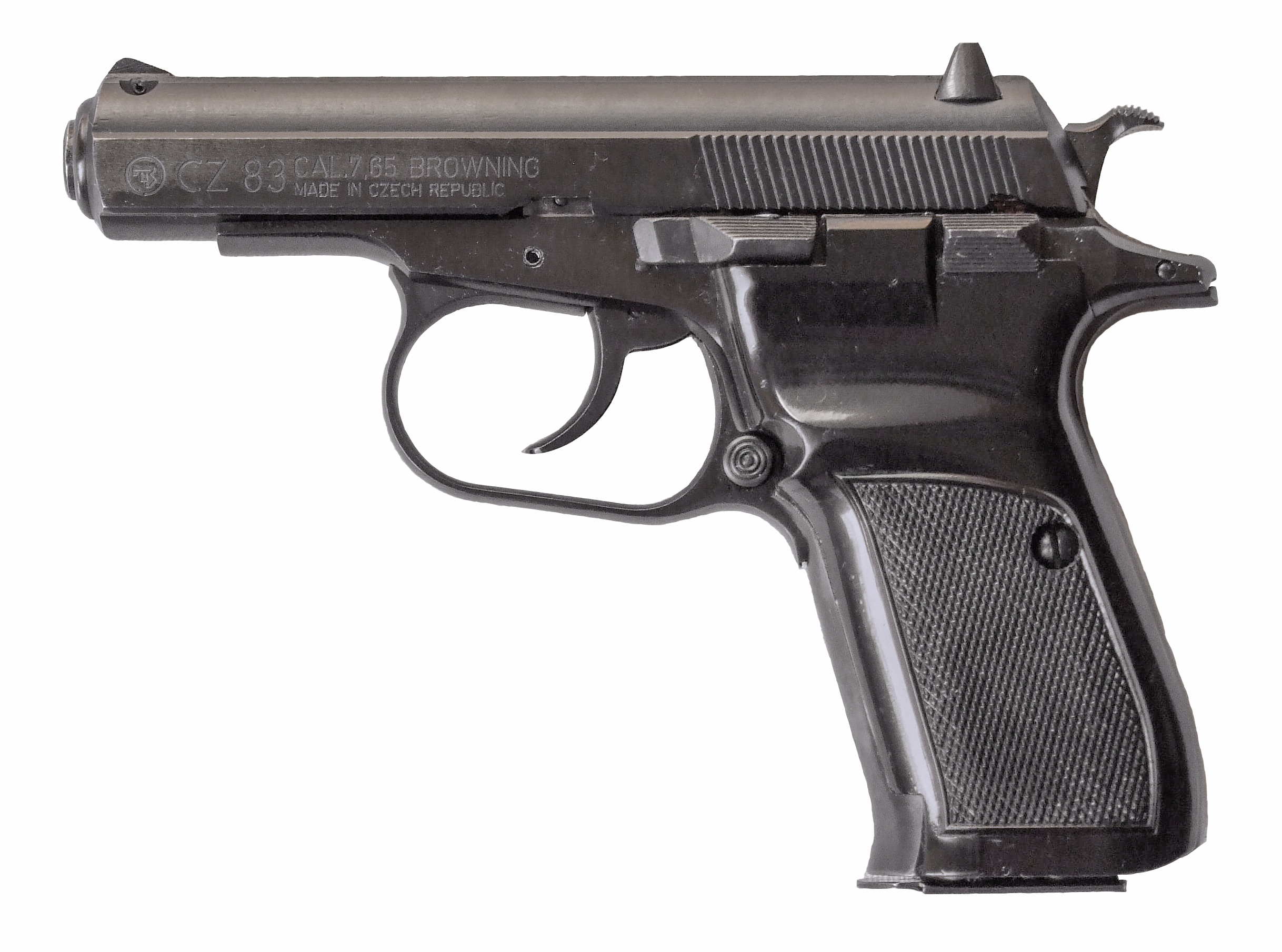
Beispiel der bei Mordserie verwendeten Tatwaffe, einer CZ 83 im Kaliber 7,65 mm, hier jedoch ohne Laufgewinde für einen Schalldämpfer

Nach dem Untertauchen kamen Mundlos, Böhnhardt und Zschäpe darin überein, als Nationalsozialistischer Untergrund „durch Mordanschläge auf ‚Feinde des Deutschen Volkes‘ wie türkischstämmige Einwohner sowie Repräsentanten der herrschenden Ordnung wie etwa Polizeibeamte … ein Klima der Verunsicherung“ zu schaffen, um einen Systemwechsel vorzubereiten. Das Terror-Trio verübte „die größte und blutigste Verbrechensserie seit den Anschlägen der Rote Armee Fraktion“:
- Zwischen dem 9. September 2000 und dem 6. April 2006 ermordeten Uwe Mundlos und Uwe Böhnhardt acht türkischstämmige und einen griechischstämmigen Kleinunternehmer (→ NSU-Mordserie).
- Auch der Sprengstoffanschlag auf ein Kölner Lebensmittelgeschäft im Januar 2001 wird ihnen zugerechnet.
- Am 9. Juni 2004 verletzten sie in der Kölner Keupstraße durch einen Nagelbombenanschlag 22 Menschen.
- Am 25. April 2007 erschossen sie beim Polizistenmord von Heilbronn die Polizistin Michèle Kiesewetter und verletzten deren Kollegen schwer.
- Zwischen dem 6. Oktober 1999 und dem 4. November 2011 verübten sie 15 Banküberfälle in Chemnitz, Zwickau, Stralsund, Arnstadt und Eisenach (siehe Verbrechen des NSU).

Für ihre Taten nutzten sie Mountainbikes und angemietete Wohnmobile.
Im Mai 2008 zog das Trio in seine letzte konspirative Wohnung in der Frühlingsstraße 26 im Zwickauer Ortsteil Weißenborn, die der Neonazi Matthias D. angemietet hatte. Uwe Mundlos erstattete diesem einmal jährlich die Kosten für Festnetz- und Internetanschluss, Lisa Pohl alias Beate Zschäpe bezahlte die Miete.

### Suizid in Eisenach
Am 4. November 2011 überfielen Uwe Böhnhardt und Uwe Mundlos die Sparkassenfiliale am Nordplatz in Eisenach und erbeuteten 71.915 Euro. Bei ihrer Flucht wurden sie beobachtet, woraufhin die Polizei ein verdächtiges Wohnmobil, in dem sich die Bankräuber versteckten, in der Straße Am Schafrain entdeckte. Nachdem sie zunächst einen Schuss auf die Polizei abgegeben hatten, sollen sie sich selbst getötet haben. Dabei, so die Rekonstruktion der Ermittlungsbehörden, soll Uwe Mundlos mit einer Winchester-Pumpgun Uwe Böhnhardt mit einem Nahschuss in die Schläfe getötet haben. Anschließend soll er das Fluchtfahrzeug in Brand gesetzt und sich selbst mit der Pumpgun in den Mund geschossen haben. Die Todesumstände blieben allerdings lange umstritten (ausführlich dazu im Hauptartikel).